# 神埼警察署
神埼警察署（かんざきけいさつしょ）は、佐賀県警察が管轄する警察署の一つで、神埼地区に属す。

## 管轄区域
- 神埼市
- 神埼郡吉野ヶ里町

## 所在地
- 〒842-0006 神埼市神埼町枝ヶ里155-1

## 組織
- 警務課
  - 警務係
  - 被害者支援係
  - 術科指導係
  - 留置管理係
- 会計課
  - 会計係
- 生活安全課
  - 生活安全係
- 地域課
  - 地域捜査係
  - 地域係
  - 自動車警ら係
- 刑事課
  - 刑事第一係
  - 刑事第二係
  - 鑑識係
- 交通課
  - 指導・規制係
  - 事故捜査係
- 警備課
  - 警備係

## 交番
- 三田川交番[1] - 神埼郡吉野ヶ里町立野45-5

## 警察官駐在所
- 脊振警察官駐在所 - 神埼市脊振町広滝536-3
- 東脊振警察官駐在所 - 神埼郡吉野ヶ里町三津745-3
- 詫田警察官駐在所 - 神埼市千代田町詫田57-3
- 﨑村警察官駐在所 - 神埼市千代田町﨑村832-4
- 原の町警察官駐在所 - 神埼市千代田町境原768-2
- 仁比山警察官駐在所 - 神埼市神埼町的399-3
- 姉川警察官駐在所 - 神埼市神埼町姉川1343-2